# 吕田镇
吕田镇，是中华人民共和国广东省广州市从化区下辖的一个行政建制镇。位于从化区东北部，北接韶关市新丰县，东接惠州市龙门县，西接清远市佛冈县，南临良口镇和广州市流溪河林场，距广州市115千米。行政区域面积338.9平方千米。
截至2020年末，吕田镇户籍户籍人口9157户。
明朝，吕田属流溪堡。1983年12月，撤销公社，建立吕田区公所。1986年，建吕田镇。
截至2021年10月，吕田镇下辖2个社区，21个行政村，
镇人民政府驻中新北路68号。
2020年，吕田镇完成地区生产总值15.69亿元，增长1.4%。工业总产值7.34亿元，比增-1.4%。

## 行政区划
吕田镇下辖以下地区：
呂田社區、東明社區、塘田村、安山村、草埔村、小杉村、魚洞村、新聯村、聯豐村、桂峰村、三村、塘基村、蓮麻村、呂新村、呂中村、水埔村、獅象村、竹坑村、份田村、東聯村、東坑村、五和村和坪地村。